# Zdeněk Matlocha
Zdeněk Matlocha (* 20. února 1931, Olomouc) je český chemik a fotograf, zakládající člen skupiny DOFO.

## Životopis
Zdeněk Matlocha pochází z Olomouce. Vystudoval Vysokou školu chemicko-technologickou v Praze a byl zaměstnán jako chemik v Lovosicích a od roku 1957 ve Farmaconu v Olomouci. Byl zde členem okresního poradního sboru pro fotografii a koncem 50. let zakládajícím členem skupiny DOFO. V DOFO působil do roku 1961 a poté společně s dalším členem DOFO Vojtěchem Saparou založil fotografickou skupinu ve Farmakonu. Vystavoval na mezinárodních fotografických salonech v zahraničí (Londýn, Melbourne, Ontario, Budapešť, Sao Paulo).

## Dílo
Prvotní inspirací k fotografování pro něj byla příroda Českého středohoří v okolí Lovosic, později přešel k portrétní a reportážní fotografii. Zúčastnil se první výstavy skupiny DOFO, kde upoutal svými neobyčejně vynalézavými fotografiemi figurín, kterými navazoval na meziválečný surrealismus. V Olomouci fotografoval městská zákoutí poznamenaná časem. Jako vystudovaný chemik experimentoval s chemickými manipulacemi negativu i pozitivu a zabýval se izohélií.

### Výstavy (výběr)
- 1995 Výstava fotografií skupiny DOFO, Uměleckoprůmyslové muzeum, Brno
- 1995 Výstava fotografií skupiny DOFO, Muzeum umění Olomouc
- 1998 Oznámení o Ikarově letu: Olomoucká šedesátá léta, Muzeum umění Olomouc
- 1999 ... a co sbírky. Přírůstky Muzea umění Olomouc za léta 1985–1998, Muzeum umění Olomouc
- 2003 JÓFOTÓ – DOFO kialitása, Magyar Fotográfiai Múzeum / Hungarian Museum of Photography, Kecskemét
- 2012 Civilizované iluze: Fotografická sbírka Muzea umění Olomouc, Muzeum umění Olomouc
- 2012 Od Tiziana po Warhola: Muzeum umění Olomouc 1951–2011 (IV. Výtvarné umění 1948–2011), Muzeum umění Olomouc